# … und Hoffnung auf Liebe
… und Hoffnung auf Liebe (Originaltitel The Gift of Love) ist ein US-amerikanisches Filmdrama aus dem Jahr 1994. Regie führte Paul Bogart, das Drehbuch schrieb Robert W. Lenski anhand des Romans Set For Life von Judith Freeman.

## Handlung
Die Ärzte können eine längere Zeit für den herzkranken Phil Doucet keine Organspende finden. Sein Enkel Luke stirbt in einem Unfall, worauf Doucet dessen Herz transplantiert wird. Der Mann fühlt sich schuldig, was seine Beziehung zu seiner Tochter und Mutter des Jungen, Helen Porter, belastet. Doucet denkt an Selbstmord. Er lernt die aus dem Elternhaus geflohene Louise kennen, die einen Einbruch begeht. Er sorgt für das Mädchen und erfährt, dass Louise von ihrem Vater missbraucht wurde. Doucet kommt seiner Tochter wieder näher.

## Kritiken
Film-Dienst schrieb, der Film sei ein „sentimentales Melodram, das weder den Themenkreis um Organspende“ vertiefe „noch dem Aspekt des Kindesmissbrauchs gerecht“ würde.

## Auszeichnungen
Olivia Burnette wurde im Jahr 1995 für den Young Artist Award nominiert.

## Hintergründe
Der Film wurde in Charlotte (North Carolina) gedreht. Seine Weltpremiere fand am 25. September 1994 in den Vereinigten Staaten statt.